# Campeonato Gaúcho de Futebol de 1997 - Série A
O Campeonato Gaúcho de Futebol de 1997 foi a 77ª edição da competição no Estado do Rio Grande do Sul. Novamente duas séries com 14 clubes em cada. Outra vez ocorreram licenciamentos, desta vez o Aimoré e o Atlético de Carazinho desistiram. Foram substituídos por Farroupilha e São Borja.
O campeão deste ano foi o Internacional.

## Série A
| - Basil-Far (Farroupilha) 5ª - Brasil-PE (Pelotas)42ª - Caxias (Caxias do Sul)36ª - Glória (Vacaria) 9ª - Grêmio (Porto Alegre)55ª - Internacional (Porto Alegre)53ª - Juventude (Caxias do Sul)35ª | - Pelotas (Pelotas)41ª - São Luiz (Ijuí)11ª - Santo Ângelo (Santo Ângelo) 8ª - Veranópolis (Veranópolis) 4ª - Ypiranga (Erechim)18ª - Esportivo (Bento Gonçalves)27ª (Rebaixado Série B) - Grêmio Santanense (Santana do Livramento)13ª (Rebaixado Série B) |

## Série B
| - Guarani-VA (Venâncio Aires) 7ª (Classificado) - Santa Cruz-RS (Santa Cruz do Sul)28ª (Classificado) - Farroupilha (Pelotas)22ª - Guarany-GA (Garibaldi) 7ª - Inter-SM (Santa Maria) 29ª - Novo Hamburgo (Novo Hamburgo)49ª - Palmeirense (Palmeira das Missões) 2ª | - Passo Fundo (Passo Fundo)19ª - 15 de Novembro (Campo Bom) 3ª - São José-PoA (Porto Alegre)13ª - São Paulo (Rio Grande)24ª - Taquariense (Taquari) 2ª - 14 de Julho (Santana do Livramento) 7ª (Rebaixado-2ª Divisão) - São Borja (São Borja)14ª (Rebaixado-2ª Divisão) |

## Fase Final
|  | Semifinais        | Semifinais | Semifinais | Semifinais |   |               | Final | Final | Final | Final |
|  |                   |            |            |            |   |               |       |       |       |       |
|  | Internacional     | 1          | 5          | 6          |   |               |       |       |       |       |
|  | Veranópolis       | 2          | 0          | 2          |   |               |       |       |       |       |
|  | Veranópolis       | 2          | 0          | 2          |   | Internacional | 1     | 1     | 2     |       |
|  |                   |            |            |            |   | Internacional | 1     | 1     | 2     |       |
|  |                   | Grêmio     | 1          | 0          | 1 |               |       |       |       |       |
|  | Grêmio            | Grêmio     | 1          | 0          | 1 | 1             | 2     | 3     |       |       |
|  | Grêmio            |            |            |            |   | 1             | 2     | 3     |       |       |
|  | Brasil de Pelotas | 1          | 2          | 3          |   |               |       |       |       |       |

### Final
| 29 de junho | Grêmio              | 1 — 1 | Internacional | Estádio Olímpico Monumental                   |
|             | 3' Wágner Fernandes |       | 39' Christian | Público: 33,416 Árbitro: Carlos Eugênio Simon |

| 2 de julho | Internacional | 1 — 0 | Grêmio | Estádio Beira-Rio                             |
|            | 49' Fabiano   |       |        | Público: 36,450 Árbitro: Carlos Eugênio Simon |

## Campeão
| Campeonato Gaúcho de 1997          |
| ---------------------------------- |
| INTERNACIONAL Campeão (33º título) |

Seleção Placar
| Posição          | Jogador         | Clube             |
| ---------------- | --------------- | ----------------- |
| Goleiro          | Darnlei         | Gremio            |
| Lateral-direito  | Francisco Arce  | Gremio            |
| Zagueiro         | Carlos Gamarra  | Internacional     |
| Zagueiro         | Mauro Galvão    | Gremio            |
| Lateral-esquerdo | Roger           | Gremio            |
| Volante          | Fernando        | Internacional     |
| Volante          | Otacílio        | Gremio            |
| Meio-campista    | Luizinho        | Brasil de Pelotas |
| Meio-campista    | Arílson         | Internacional     |
| Atacante         | Fabiano         | Internacional     |
| Atacante         | Marcus Vinícius | Guarani-VA        |

### Outros prêmios
Durante o evento, outros prêmios foram concedidos:
| Prêmio         | Jogador         | Clube         |
| -------------- | --------------- | ------------- |
| Artilheiro     | Marcus Vinícius | Guarani-VA    |
| Melhor jogador | Carlos Gamarra  | Internacional |
| Revelação      | Marcus Vinícius | Guarani-VA    |

## Artilheiro
- Marcus Vinícius (Guarani/VA): 28 gols

## Segunda divisão
Campeão:São José/CS
2º lugar:Lajeadense